# Michaela DePrince
Michaela Mabinty DePrince  (sinh ở Mabinty Bangura, vào ngày 6 tháng 1 năm 1995 và qua đời ngày 13 tháng 9 năm 2024)  là một vũ công ba lê người Mỹ gốc Sierra Leonean. Cùng với mẹ nuôi của mình, Elaine DePrince, Michaela là tác giả của cuốn sách Đưa chuyến bay: Từ đứa trẻ mồ côi đến ngôi sao Ballerina. Cô trở nên nổi tiếng sau khi tham gia bộ phim tài liệu Vị trí đầu tiên vào năm 2011, theo chân cô và các vũ công ba lê trẻ tuổi khác khi họ chuẩn bị biểu diễn tại Youth America Grand Prix. Trước đây cô từng nhảy với Nhà hát Khiêu vũ Harlem với tư cách là vũ công trẻ nhất trong lịch sử của công ty và hiện đang nhảy với tư cách là nghệ sĩ độc tấu cho vở ballet quốc gia Hà Lan. Từ năm 2016 Michaela là một đại sứ thiện chí với tổ chức War Child, có trụ sở tại Amsterdam.

## Thời Niên thiếu
Sinh ra ở Mabinty Bangura trong một gia đình Hồi giáo, cô lớn lên như một đứa trẻ mồ côi ở Sierra Leone sau khi chú của cô đưa cô đến một trại trẻ mồ côi trong cuộc nội chiến. Cha mẹ nuôi của cô được thông báo rằng cha cô đã bị Mặt trận Cách mạng Hoa Kỳ bắn chết khi cô mới ba tuổi và mẹ cô đã chết đói ngay sau đó. Thường xuyên bị suy dinh dưỡng, bị ngược đãi và bị chế giễu là "con của quỷ" vì bệnh bạch biến, một tình trạng da gây ra sự chán nản, cô trốn đến trại tị nạn sau khi trại trẻ mồ côi của cô bị đánh bom.
Năm 1999, khi lên bốn tuổi, cô và một cô gái khác, cũng tên là Mabinty (sau này được đặt tên là Mia), được Elaine và Charles DePrince, một cặp vợ chồng Do Thái đến từ Cherry Hill, New Jersey, nhận nuôi và chuyển đến Hoa Kỳ. DePrinces có 11 người con trong đó có Michaela, chín người được nhận nuôi.

## Nghề nghiệp
Lấy cảm hứng từ một bìa tạp chí của một nữ diễn viên ba lê mà cô tìm thấy và giữ trong khi ở Sierra Leone, DePrince được đào tạo như một vũ công ba lê ở Mỹ, biểu diễn tại Youth America Grand Prix trong các cuộc thi khác. Cô được đào tạo về múa ba lê cổ điển tại Trường học Rock cho Giáo dục Khiêu vũ ở Philadelphia, Pennsylvania. Đồng thời với việc đào tạo múa ba lê cường độ cao, DePrince đã tham gia các lớp học trực tuyến thông qua trường trung học quốc gia Keystone, nơi cô có được bằng tốt nghiệp trung học.
DePrince đã được trao học bổng học tập tại Trường múa ba lê Jacqueline Kennedy On Khung của Nhà hát Ba lê Mỹ cho buổi biểu diễn của cô tại Giải đấu Thiếu niên Mỹ. Cô theo đuổi sự nghiệp chuyên nghiệp mặc dù gặp phải trường hợp phân biệt chủng tộc: năm tám tuổi, cô được cho biết rằng cô không thể đóng vai Marie trong The Nutcracker vì "America chưa sẵn sàng cho một nữ diễn viên ba lê da đen", và một năm sau, một giáo viên nói với mẹ của cô rằng các vũ công da đen không đáng để đầu tư tiền vào.
DePrince là một trong những ngôi sao của bộ phim tài liệu First Position năm 2011, theo chân sáu vũ công trẻ thi đấu cho một vị trí trong một công ty múa ba lê ưu tú, và biểu diễn trong chương trình truyền hình Dancing with the Stars. Năm 2011, cô xuất hiện lần đầu tại Châu Âu trong 'Abdallah và Gazelle of Basra' với De Dance Don't Dance Division (Dance Company The Hague, NL), The Hague, Hà Lan. Cô trở lại đó một năm sau để nhảy The Sugar Plum Fairy trong 'The Nutcracker' tại Nhà hát Vũ điệu Lucent.
Năm 2012, cô tốt nghiệp trường Jacqueline Kennedy On Khung của Nhà hát Ba lê Mỹ ở New York, và gia nhập Nhà hát Khiêu vũ Harlem, nơi cô là thành viên trẻ nhất của công ty. Buổi biểu diễn đầu tay chuyên nghiệp của cô là vai Gulnare trong Mzansi Productions và buổi ra mắt Nhà hát Ba lê Nam Phi của Le Corsaire  vào ngày 19 tháng 7 năm 2012.
Vào tháng 7 năm 2013, cô gia nhập công ty cơ sở của Nhà hát Ba lê Quốc gia Hà Lan, có trụ sở tại Amsterdam. Vào tháng 8 năm 2014, cô tham gia vở ballet quốc gia Hà Lan với tư cách là một éleve. Năm 2015 cô được thăng cấp bậc Coryphée. Năm 2016, cô được thăng cấp bậc cap nhất, sau đó trở thành nghệ sĩ solo của nghệ thuật ba lê vào cuối năm đó. Khi lần đầu tiên tham gia vở ballet quốc gia Hà Lan, cô là vũ công duy nhất có nguồn gốc châu Phi. Năm 2016, cô biểu diễn trong chuỗi "Hy vọng" của Lemonade của Beyoncé.
DePrince đã trích dẫn Lauren Anderson, một trong những nữ diễn viên chính đầu tiên của người Mỹ da đen, làm hình mẫu của cô. Năm 2015 MGM mua bản quyền phim cho cuốn sách Đi máy bay: Từ mồ côi chiến tranh đến Star Ballerina của DePrince. Năm 2018 MGM tuyên bố rằng Madonna sẽ chỉ đạo Take Flight, bộ phim tiểu sử về cuộc đời và sự nghiệp của DePrince.

## Đời tư
DePrince thực hành đạo Do Thái, đã chuyển đổi từ đạo Hồi khi được nhận nuôi, và trong khi một vũ công với Nhà hát Khiêu vũ Harlem, cô đã đi lưu diễn đến Israel nơi cô cầu nguyện tại Bức tường than khóc. Cô mặc một chiếc hamsa để bảo vệ khi đi đến Vòm đá và Biển Chết; một biểu tượng có ý nghĩa đối với cả người Do Thái và Hồi giáo.
Cô có mối quan hệ với vũ công ba lê Skyler Maxey-Wert.